# Northwest (Karolina Północna)
Northwest – miasto w Stanach Zjednoczonych, w stanie Karolina Północna, w hrabstwie Brunswick.